# Surat Nakchumsang
Surat Nakchumsang (thailändisch สุรัตน์ นาคชุมแสง, * 30. Dezember 1980) ist ein ehemaliger thailändischer Fußballspieler.

## Karriere
Surat Nakchumsang spielte bis 2015 beim Erstligisten Navy FC in Sattahip. Wo er vorher gespielt hat, ist unbekannt. 2015 absolvierte er neun Spiele in der Thai Premier League. 2016 wechselte der Torwart ins benachbarte Rayong, wo er sich dem Zweitligisten Rayong FC anschloss. Nach drei Jahren verließ er Rayong und unterschrieb einen Vertrag beim mittlerweile in der zweiten Liga spielenden Navy FC. Am Ende der Saison 2021/22 musste er mit der Navy als Tabellenletzter in die dritte Liga absteigen. Nach dem Abstieg verließ der Torwart den Verein und schloss sich dem ebenfalls in Sattahip beheimateten Drittligaaufsteiger Fleet FC an. Mit dem Verein spielte er zwölfmal in der Eastern Region der Liga. Im Sommer 2023 beendete er seine Karriere als Fußballspieler.